# دلتارون
دلتارون (بالإنجليزية: Deltarune)هي لعبة تقمص أدوار أنشأت من قبل مطور الألعاب المستقل توبي فوكس.
يقوم اللاعب بالتحكم بكريس الصبي البشري الذي يعيش مع وحوش النور فوق السطح.
تمر مقدمة اللعبة حتى تصل لحدث كريس وصديقته سوزي يسقطان في خزنة داخل المدرسة تقودهما إلى دنيا الظلام وحينها يلتقيان برالسي أمير دنيا الظلام الذي يقص لهما نبأ أسطورتهما التي تتعلمهم أنهم بطلا النور في دنيا الظلام اللذان سيحققان التوازن في العالمَين. في مغامرتهم يلقى أبطال القصة مخلوقات الظلام التي تهاجمهم بأمر ملكهم.
بدأ تطوير دلتارون سنة 2012. نظام القتال في اللعبة مشابه للموجود في فاينل فانتسي. تم إصدار الفصل الأول من اللعبة في 31 أكتوبر 2018 بشكل مجاني في مايكروسوفت ويندوز وماك أو إس بينما صدر لجهازي نينتندو سويتش وبلايستيشن 4 اللعبة لازلت قيد التطوير .
في تاريخ 5 يونيو 2025 تم إصدار الفصل الثالث و الرابع على شكل حزمة تضاف إلى اللعبة الأساسية بسعر 15$ أو 20$ في بعض المتاجر

## القصة
عند بداية اللعبة على اللاعب تصميم شخصيته. عند الانتهاء من التصميم، تقوم اللعبة بحذف الشخصية وتخبر اللاعب أن «لا أحد بإمكانه أن يختار من يكون في هذا العالم».
يبدأ اللاعب القصة ككريس، طفل بشري يعيش في قرية مكونة من متساكنين عبارة عن وحوش، مع أمه بالتبني توريال وهي أيضا وحشة. تترك توريال كريس عند المدرسة، أين يدرس في فصل ألفيس. كريس يذهب مع سوزي، وهي أحد الوحوش، لإحضار الطبشور من أجل الكتابة السبورة. عند الدخول للخزانة التي تحتوي على الطبشور كل منهما ينقلان نحو «العالم المظلم». هناك، يلتقيان برالسي، أمير من الظلام، ويخبرهم أنهم الثلاثة يشكلون الأبطال الذين سيغلقون النافورة المظلمة (منبع للطاقة المظلمة) لإعادة التوازن للعالم. ولكن، الملك يسيطر على العالم المظلم ويرغب في نشر الظلام.
سوزي ترفض المساعدة راغبة فقط للعودة لعالمها. قبل أن تغادر يلتقي ثلاثتهم بإبن الملك لانسر، الذي يحاول منعهم من التقدم. لاحقا، تختار سوزي أن تنظم للانسر، تاركة كريس ورالسي بمفردهما. أثناء طريق كريس ورالسي نحو قصر الملك، سوزي تصبح صديقة لانسر، وبعد ذلك يشكل الأربعة مع بعضهم فريق. بمجرد إدراكهم أن عليهم مواجهة الملك، يدخل لانسر للقلعة ويطلب من مساعد الملك أن يرمي كل من كريس وسوزي ورالسي نحو المعبد.
تهرب سوزي من المعبد وتلتقي بلانسر الذي يشرح لها أنه رغب أن يمنع سوزي والملك من مواجهة بعضهما. سوزي تعد لانسر أنها لن تؤذي الملك. يذهب كل من كريس، سوزي ورالسي نحو قمة القصر حيث يواجهون الملك هناك في معركة. لاحقا، يسقط الملك على الأرض منهكا فيشفق رالسي عليه ويقوم بشفائه، ولكن، يقوم الملك بحبس الأبطال الثلاث بسرعة ويهدد بقتلهم. في حال كون اللاعب قام باللعب طوال اللعبة دون استخدام العنف، لانسر يأمر رجال الملك بالانقلاب على الملك ويقومون بحبسه ويأخذ لانسر مكان والده. في حالة استخدام العنف، تهزم سوزي الملك باستخدام سحر رالسي.
كريس يغلق نافورة الظلام ليتمكن من العودة لعالمه. تقوم سوزي بتوديع الجميع مبدية اهتمامها في العودة للعالم المظلم. بإمكان اللاعب استكشاف المدينة قبل ذهاب كريس للمنزل من أجل النوم. هذه الليلة، يهتز كريس في سريره، يسقط على الأرض ويتوجه نحو وسط غرفته. يقوم كريس برمي روحه داخل قفص طيور في ركن الغرفة. بإمكان اللاعب تحريك الروح داخل القفص ولكن لا يمكنه فعل أي شيء آخر. يقوم كريس بعد ذلك بامساك سكين ويستدير نحو اللاعب، ومن ثم يبتسم وتشع عينه بضوءِ أحمر.

## وصلات خارجية
- دلتارون على موقع IMDb (الإنجليزية)